# 1711 au théâtre
| Années du théâtre : 1708 - 1709 - 1710 - 1711 - 1712 - 1713 - 1714    |
| Décennies du théâtre : 1680 - 1690 - 1700 - 1710 - 1720 - 1730 - 1740 |

## Événements
- Le marionnettiste Martin Powell ouvre à Covent Garden le Punch's Theater.
- L'acteur Paul Poisson prend sa retraite de même que son fils Philippe Poisson (ce dernier retournera cependant sur scène en 1715)

## Pièces de théâtre représentées
- 23 janvier : Rhadamiste et Zénobie, tragédie de Crébillon père, à la Comédie-Française

## Naissances
- 19 novembre : Mikhaïl Lomonossov, polymathe russe, auteur de deux tragédies, mort le 15 avril 1765.
- 25 décembre : Jeanne-Catherine Gaussem ou Marie-Madeleine, dite mademoiselle Gaussin, actrice française, sociétaire de la Comédie-Française, morte le 2 juin 1767.
- Date précise inconnue ou non renseignée :
  - Louis-François Paulin, acteur français, sociétaire de la Comédie-Française, né le 19 janvier 1770.

## Décès
- 31 janvier : Eustache Le Noble, dramaturge et polémiste français, né le 16 décembre 1643.